# Palatul Crețulescu

Palatul Kretzulescu văzut din spate din parcul Cișmigiu

Palatul Kretzulescu (pronunțat "Crețulescu") este un palat istoric neogotic amplasat lângă Parcul Cișmigiu din București, sector 1, situat în partea dinspre strada Știrbei Vodă, la numărul 39.

## Istoric
Elena Kretzulescu (1857-1930), descendentă a două mari familii boieresti, fiica Mariei Filipescu și a vornicului Constantin Kretzulescu, născută în 1857 la Paris, a moștenit terenul și casele din Bucuresti ale tatălui său, construite în 1718. La începutul secolului al XX-lea, în 1902, ea l-a angajat pe ahitectul Petre Antonescu (1873-1965), să realizeze planurile pentru construirea unei clădiri mai mari, în stilul Renașterii franceze cu influențe baroce. Ridicarea palatului s-a desfășurat pe o perioadă de doi ani.
Iubitoare a naturii și florilor, Elena Kretzulescu a construit în aripa dreaptă a palatului o seră. Scara monumentală a palatului ducea într-un parc mare, amenajat după gusturile Elenei Kretzulescu. “În jurul palatului, Elena Kretzulescu a amenajat un parc în suprafață de aproape două hectare, cu terase, fântâni arteziene, bazine, izvoare și poduri.” (actualul parc Cișmigiu) Grajdurile se aflau în partea de vest a palatului, unde se găseau și spălătoria și camerele pentru personalul de serviciu.  
În 1927 Primăria Capitalei a cumpărat palatul de la Elena Kretzulescu, în vârstă de 70 ani, care nu mai putea să-l întrețină. În anii următori, spațiul a adăpostit Muzeul de Artă Religioasă. Nu se cunosc detalii despre ce s-a intamplat cu Palatul în perioada 1948-1972, în afara mențiunii că ar fi găzduit “diverse instituții”.
Începând cu 21 septembrie 1972, este sediul UNESCO-CEPES, Centrului European de Învățământ Superior al UNESCO (cunoscut drept CEPES după abrevierile din limba franceză, Centre Européen pour l'enseignement supérieur). Palatul a fost renovat în anul 2003. Clădirea aparține astăzi Ministerului Educației și nu este deschisă pentru public.